# Sile
 Ovo je glavno značenje pojma Sile. Za pojam iz fizike pogledajte sila.
Rijeka Sile (venecijanski: Sil) je 95 km duga rijeka u sjevernoj Italiji u Venetu.
Rijeka izvire u 20 kilometara sjevernije od Trevisa kod Vedalga (Provincija Treviso), zatim teče u pravcu istoka, a potom kod Trevisa mijenja smjer i teče ravno u pravcu juga prema Venecijanskoj laguni gdje je nekad utjecala. Za velikih meliracionih radova u XVII stoljeću (1683. godine), izgradnjom kanala, promijenjen joj je uvir i danas rijeka utječe kod gradića Porto di Piave Vecchia u Jadran. Kod grada Trevisa s lijeve strane prima svoju najveću pritoku rijeku Botteniga (ili Cagnan).
Dio vodotoka proglašen je 1991. godine, lokalnim Parkom prirode rijeke Sile (Parco naturale regionale del Fiume Sile).

## Mlinovi na rijeci
Rijeka Sile je zajedno sa svojim pritokama od davnina bila poznata po brojnim mlinovima.  Još u XIX st  samo u gradu Trevisu je radio šesdesedjedan mlin.
Danas nijedan ne radi, ali su mnogi fino očuvani kao lijepi primjeri predindustrijskog doba.
- Dante Alighieri opjevao je rijeku u svojoj Božanstvena komedija stihovima dove Sile e Cagnan s'accompagna. (Gdje se Sile i Cagnan spajaju)

## Vanjske poveznice
- Venecijanski parkovi  Arhivirana inačica izvorne stranice od 16. veljače 2022. (Wayback Machine)
- Park prirode Sile